# Fulpmes
Fulpmes est une commune du district d'Innsbruck-Land, au Tyrol (Autriche), il s'agit aussi d'une station de sports d'hiver. Son domaine skiable est connu sous le nom de Schlick 2000, domaine s'étend le long du glacier de Stubai avec un point culminant situé à 3 210 mètres d'altitude. De plus la commune dispose d'une vie nocturne et de mises en place de loisirs attrayants.
Il est arrivé que Fulpmes accueille des compétitions internationales dont la coupe du monde de ski alpin.

## Le lycée français de Fulpmes
De novembre 1945 à juillet 1950, Fulpmes a hébergé un lycée français. Le lycée ouvrit ses portes le 7 novembre 1945 avec 40 élèves. Il en avait 80 à la fin décembre et 120 à la rentrée de janvier 1946. Fin mai 1946, il comptait 197 enfants dont 85 filles. L'internat et la mixité étaient requis par les circonstances. Sous l'impulsion du proviseur Jean Thibault-Chambault, l'équipe enseignante mit en place une pédagogie active qui à côté des cours et des activités scolaires classiques faisait une large place au sport (tous les après-midis) et aux activités artistiques.
Les anciens de Fulpmes qui se réunissent régulièrement depuis les années 1970.

## Personnalités liées à la commune
- Clemens Holzmeister, architecte ;
- Mario Atzinger, photographe.

## Jumelage
- Villepreux (France) depuis 1967[1]